# Хакінто Лара
Хакінто Лара (ісп. Jacinto Lara; 5 червня 1777, Карора — 25 лютого 1859, Баркісімето) — лідер та герой війни за незалежність Венесуели.
Брав участь у так званій чудовій кампанії 1813 року Симона Болівара. Нетривалий час був префектом однієї з провінцій Сполучених провінції Нової Гранади у 1821 році. Пізніше він очолив резервні частини війська у битві при Аякучо (1824), яка стала вирішальною під час перуанської війни за незалежність.
На його честь названий венесуельський штат Лара та аеропорт міста Баркісімето (міжнародний аеропорт Хакінто-Лара).
Похований у Національному пантеоні Венесуели.